# Legge sul diritto d'autore delle incisioni
La legge sul diritto d'autore delle incisioni del 1734 o legge sul diritto d'autore degli incisori è una legge emanata dal Parlamento della Gran Bretagna. Presentato per la prima volta il 4 marzo 1734, il testo di legge fu poi approvato ufficialmente il 25 giugno 1735 per tutelare le opere degli incisori. Questa legge è anche nota col nome di  Hogarth's Act (legge di Hogarth), poiché a capo del gruppo di artisti che sollecitò la sua promulgazione vi era William Hogarth. Lo storico Mark Rose afferma: "La legge inizialmente prevedeva solo la tutela delle incisioni con disegni originali, così da applicare una distinzione implicita tra artisti e artigiani. In breve tempo, però, il Parlamento fu persuaso a estendere la tutela a tutti i tipi di incisione".
Questa legge divenne parte della più generale legge sul diritto d'autore, nella quale confluirono tutte le leggi inglesi sul copyright emanate dal 1734 al 1888.
La legge del 1734 fu abrogata e sostituita dalla legge sul diritto d'autore del 1911.